# Kranepfuhl
Der Kranepfuhl ist ein See etwa 500 Meter östlich der Havel in der Stadt Havelsee in der Nähe des Wohnplatzes Krahnepuhl. Er entstand im Zuge des Abbaus reicher Tonvorkommen, die in einer nahegelegenen Ziegelei verarbeitet wurden. Der Kranepfuhl verfügt über keinen Zufluss und speist sich aus Grundwässern und Niederschlägen. Über einen künstlich angelegten Abfluss in nördliche Richtung, der in den Eisengraben, dem Abflussgraben des Bohnenländer Sees einmündet, wird der See entwässert. Dieser Eisengraben drainiert wenig später in die Havel. Der See bedeckt eine Fläche von rund 9 Hektar, erstreckt sich 730 Meter von Nordost nach Südwest und ist in seiner breitesten Ausdehnung von Nordwest nach Südost 230 Meter. Der Kranepfuhl wird heute vorrangig als Angel- und Badegewässer und zur Naherholung genutzt. Er liegt in derselben eiszeitlichen Urstromtalung, in der heute die nahegelegene Havel nordwärts fließt.

## Schutzgebiete
Der Kranepuhl liegt im Landschaftsschutzgebiet Brandenburger Wald- und Seengebiet. Daneben ist er Teil des europäischen Vogelschutzgebietes Mittlere Havelniederung und als Geschützter Landschaftsbestandteil ausgewiesen.